# Teeatta magna
Espèce
Teeatta magna est une espèce d'araignées aranéomorphes de la famille des Macrobunidae.

## Distribution
Cette espèce est endémique de Tasmanie en Australie. Elle se rencontre vers le mont Wellington et le Scotts Peak.

## Description
La carapace de la femelle paratype mesure 8,1 mm de long sur 5,7 mm et l'abdomen 10,1 mm de long sur 6,5 mm.

## Systématique et taxinomie
Cette espèce a été décrite par Davies en 2005.

## Publication originale
- Davies, 2005 : « Teeatta, a new spider genus from Tasmania, Australia (Amaurobioidea: Amphinectidae: Tasmarubriinae). » Memoirs of the Queensland Museum, vol. 50, p. 195-199.